# Géminis, venganza de amor
Géminis, venganza de amor es una telenovela española producida por RTVE y emitida por La 1 entre el 30 de septiembre de 2002 y el 4 de julio de 2003, versión libre de lo que fue la venezolana La dama de rosa, original de José Ignacio Cabrujas, uno de los dramaturgos más importantes de Venezuela; consecuentemente, los personajes originales fueron modificados y sus perfiles reescritos para la audiencia española.
Fue la primera telenovela producida íntegramente por empresas españolas, ya que las anteriores (El secreto y La verdad de Laura) contaron con la participación de la productora mexicana Televisa. Estaba protagonizada por Ana Turpin y Manuel San Martín y contaba con las participaciones antagónicas de Isabel Serrano y Rafael Rojas.
La serie ha sido repuesta íntegra en Rioja Televisión y La 8. Desde el viernes, 16 de septiembre de 2022, la serie puede volver a verse de forma íntegra en la web RTVE Play de Radiotelevisión Española.

## Argumento
En 1997, Daniel es un joven empresario que lleva años atrapado en un mar de mentiras, remordimientos y culpas, al lado de una mujer a la que no quiere, pero de la que se siente responsable. En esta desesperada situación, el muchacho conoce a Clara, una chica alegre, impulsiva y apasionada. Clara es totalmente distinta a todas las mujeres que Daniel había conocido y quizá por eso se enamora de ella nada más verla. Aunque en un principio, la joven creerá que el empresario es frívolo y vanidoso, pronto se dará cuenta de que detrás de esa imagen, se esconde un hombre cálido y muy comprensivo, y caerá rendida a sus encantos. Clara se entregará a Daniel sin reserva alguna, a pesar de que él esté atado a su esposa, Elena. Elena, por su parte, aunque en realidad no ama a su marido, tampoco quiere perderle. Ella está más que convencida de que Daniel es el culpable de las muertes de su hermano y de su padre y está dispuesta a hacérselo pagar como sea, convirtiendo la vida del muchacho en un infierno. Cegada por la rabia, incluso inventará un embarazo ficticio para poder retener a su marido a su lado. Para llevar a cabo su venganza, Elena contará con la ayuda de Octavio, su amante, un hombre sin escrúpulos ni moral, cuyo mayor interés es vivir del dinero de Elena. Así pues, Octavio tenderá una trampa a Clara, que cambiará por completo la vida de la muchacha. Su vida se ve truncada cuando tiene que pasar cinco años en la cárcel acusada de narcotráfico, un delito que ella no ha cometido. De allí saldrá convertida en una mujer totalmente diferente de la que era y el odio será una de sus principales armas.

## Elenco
- Ana Turpin ... Clara Torres.
- Manuel San Martín ... Daniel Ferrer.
- Isabel Serrano ... Elena Alonso de Ferrer.
- Rafael Rojas ... Octavio Barreira.
- Borja Elgea ... David Padilla.
- Rafa Castejón ... Andrés López.
- Manuela Velasco ... Beatriz Torres.
- Elisa Garzón ... Nuria López.
- Alfonso Vallejo ... Ángel Buenaventura.

Con la colaboración especial de:
- María Luisa San José ... Aurora Vázquez vda. de Torres.
- Paca Gabaldón ... Luisa Ramos vda. de Alonso.
- María Kosty ... Olga Moreno.
- María José Alfonso ... Lourdes Aguirre.
- Asunción Balaguer ... María.
- Pepe Martín ... Carlos Ferrer.

Intervienen:
- Monti Castiñeiras ... Gustavo Castro.
- Juan Gea ... Mario Álvarez.
- Mónica Hoyos ... Paula.
- Vanessa Sáiz ... Lola Fernández.
- Duna Santos ... Alicia.
- Iván Santos ... Tobías.
- Miguel Ángel Tobías ... Fernando Álvarez.
- Marilyn Torres ... Jennifer.
- Miguel Ángel Valcárcel ... Marcos Torres.
- Jesús Olmedo ... Adrián.
- Antonio Vico ...Gonzalo Quintana.
- Aitor Gaviria ... Dr. Rossi.
- Saskia Guanche ... Estrella.
- Patricia Ércole ... Victoria.
- Cocó Ortiz ... Alejandra.
- Mimí Lazo ...  Emperatriz.
- Norma Martínez ... Dolores Vidal.
- Karina Moscol ...Celadora.
- Estela Redondo ... Dominicana.
- Pedro Rentería ... Federico.

## Equipo técnico
- Director de Programas de Ficción y Teatrales de TVE: Emilio Guillén López.
- Delegado de la Producción Ejecutiva de TVE: José Ramón Vázquez.
- Director: José Pavón.
- Productor: José Luis Gracia.
- Guionistas : Germán Pérez-Nahim y Estela de la Rosa.
- Coordinador: Fernando López Puig.
- Realizadora (plató): Isabel Prados.
- Realizador (exteriores): Gustavo Jiménez.
- Iluminador (plató): Antonio Mateos.
- Iluminador (exteriores): Paco Bello.
- Escenografía: Manuel Pérez.
- Decorados: Rafael Martín del Caz.
- Caracterización: Yolanda Rojo.
- Figurinista: M.ª Ángeles Moreno.
- Música original: Juan Bardem y Agustín Catalina.
- Sonorización: María José García Martínez.
- Historia original de: José Ignacio Cabrujas.